# فرودگاه صحرایی ارتشی بیگز
فرودگاه صحرایی ارتشی بیگز (به انگلیسی: Biggs Army Airfield) یک فرودگاه نظامی با کد یاتا BIF است که یک باند فرود آسفالت بتن دارد و طول باند آن ۴۱۳۱ متر است. این فرودگاه در کشور ایالات متحده آمریکا قرار دارد و در ارتفاع ۱۲۰۳ متری از سطح دریا واقع شده‌است.